# بمب لاکسمی
لاکسمی (به هندی: Laxmii) فیلمی محصول سال ۲۰۲۰ و به کارگردانی راغوا لارنس است. در این فیلم بازیگرانی همچون آکشی کومار، کیارا ادوانی، توشار کاپور، شاراد کلکار، آشوینی کالسکار و بابو آنتونی ایفای نقش کرده‌اند.در آغاز نام این فیلم لاکسمی بمب بود که بعد از اعتراض های صورت گرفته به نام فیلم که گفته شد این توهین به الهه لاکشمی و باورهای هندویان است نام این فیلم رسماً به لاکسمی تغییر کرد 

## داستان
آصف احمد، که به ارواح اعتقادی ندارد، با همسرش راشمی راجپوت و برادرزاده‌اش شان زندگی می‌کند. آنها برای جشن نقره ای خود به راتنا و خانه ساچین والدین راشمی دعوت شده اند . پدر راشمی این زوج را قبول ندارد زیرا راشمی هندو با آصف مسلمان فرار کرده بود، اما مادرش با آنها مهربان است. آنها با برادر راشمی دیپاک و همسرش آشوینی آشنا می شوند. آصف و شان از محوطه‌های مجاوری بازدید می‌کنند که گمان می‌رود خالی از سکنه است. در حالی که او برای بازی کریکت کنده ها را در زمین می گذارد ، کنده ها به بدن مدفون برخورد کردند. خون روی کنده ها می ریزد، اما آصف آن را با خاک مرطوب اشتباه می گیرد و آن را به گیاه بادرنجبویه خانه می برد.
پس از این، راتنا، آشوینی و دیپاک همگی تجربیات فراطبیعی در خانه دارند. با پیروی از دستورات یک کشیش، آنها تأیید می کنند که واقعاً روحی در میان آنها وجود دارد. آصف با همان گیاهی که خون را در آن شست، چای بادرنجبویه درست می‌کند. وقتی آن را می‌نوشد، روح او را تسخیر می‌کند و او شروع به زنانگی می‌کند، و شب‌ها به کشتار می‌پردازد و به خانواده به جز آصف هشدار می‌دهد که چیزی اشتباه است. فاش می شود که سه روح او را نگه داشته اند: یک زن تراجنسیتی خشن، یک مرد مسلمان و یک پسر معلول ذهنی. خانواده آصف یک جن گیر را استخدام می کنند که روح اصلی را از بدن او بیرون می کند. به دام افتاده، روح داستان خود را فاش می کند.